# کوالالامپور بزرگ
کوالالامپور بزرگ (به انگلیسی: Greater Kuala Lumpur)اصطلاح جغرافیایی است که محدودهٔ کلان‌شهری کوالالامپور، در مالزی را مشخص می‌کند. با وجود آنکه اصطلاح مشابه آن کلانگ ولی است، یک تفاوتی بین این دو هنوز وجود دارد. اصطلاح کوالالامپور بزرگ شبیه لندن بزرگ و تورنتو بزرگ است. این ناحیهٔ کلان‌شهری مساحتی بالغ بر ۵٬۱۹۴٫۷۲ کیلومتر مربع را تحت پوشش قرار می‌دهد.

## پیشینه
قبل از سال ۱۹۷۴، زمانی که کوالالامپور هنوز بخشی از سلانگور بود، یک ناحیه کوالالامپور بزرگتری وجود داشت، ناحیه ای که در حال حاضر منطقه فدرال کوالالامپور، امپانگ، غارهای باتو، گومباک، اولو کلانگ، پتالینگ جایا، پوچنگ و سونگای بلو را تحت پوشش قرار داده است.

کوالالامپور بزرگ در سلانگور